# Carpophage blanc
Ducula bicolor
Espèce
Statut de conservation UICN

 LC  : Préoccupation mineure
Le Carpophage blanc (Ducula bicolor) est une espèce d'oiseaux de la famille des Columbidae.

## Description
Le carpophage blanc mesure de la tête à la queue de 39 à 44 cm.
Il est blanc et noir.

## Répartition
Cet oiseau vit sur les côtes d'Insulinde.

## Alimentation
Cette espèce se nourrit de fruits et de noix.

## Galerie

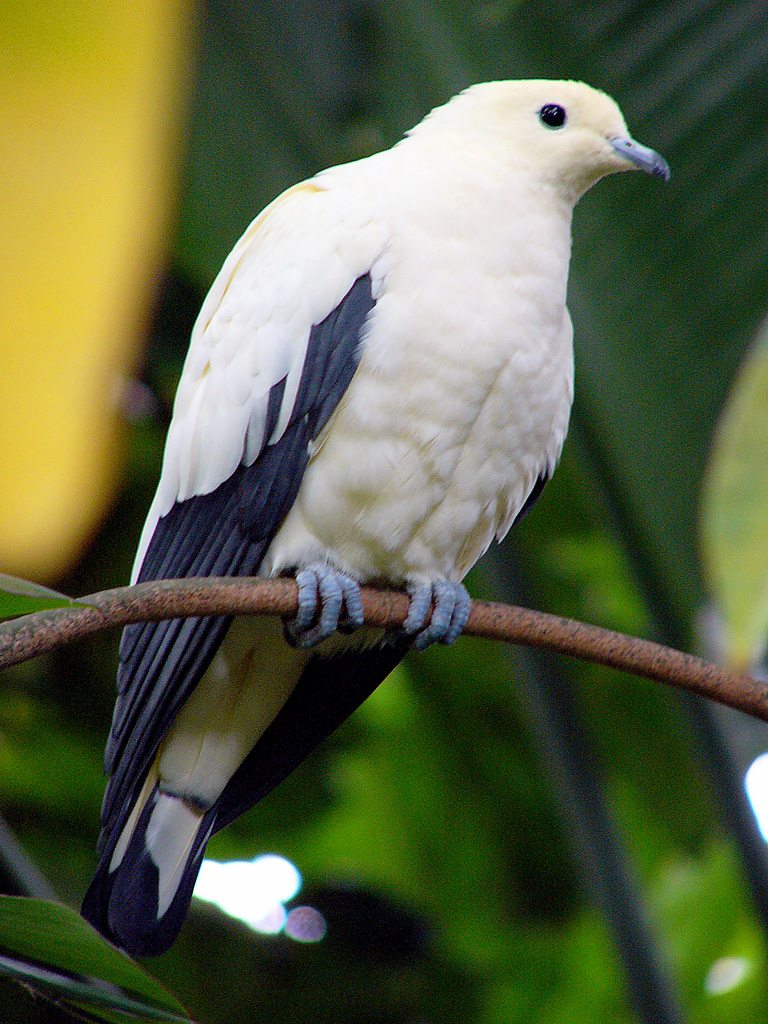
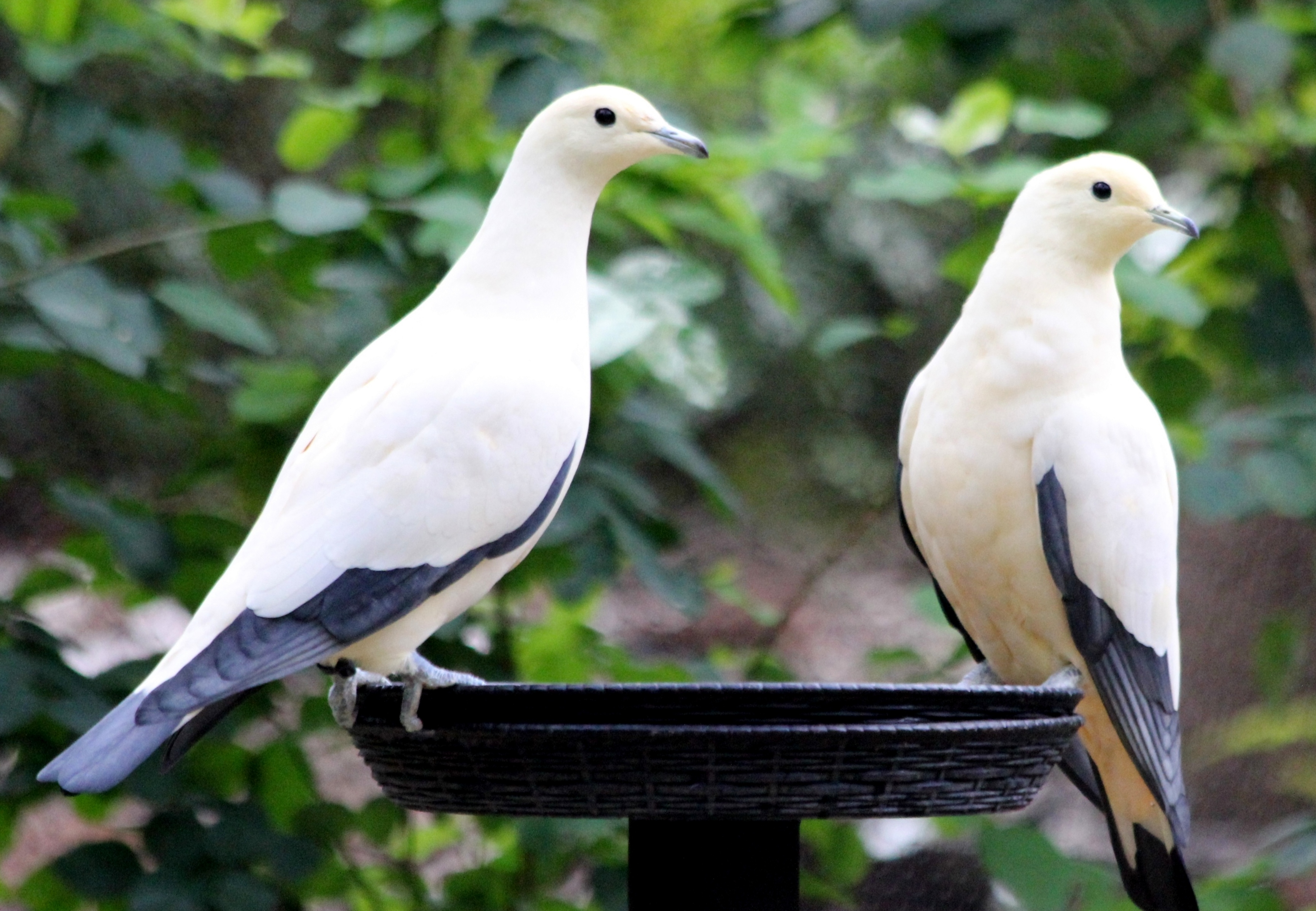
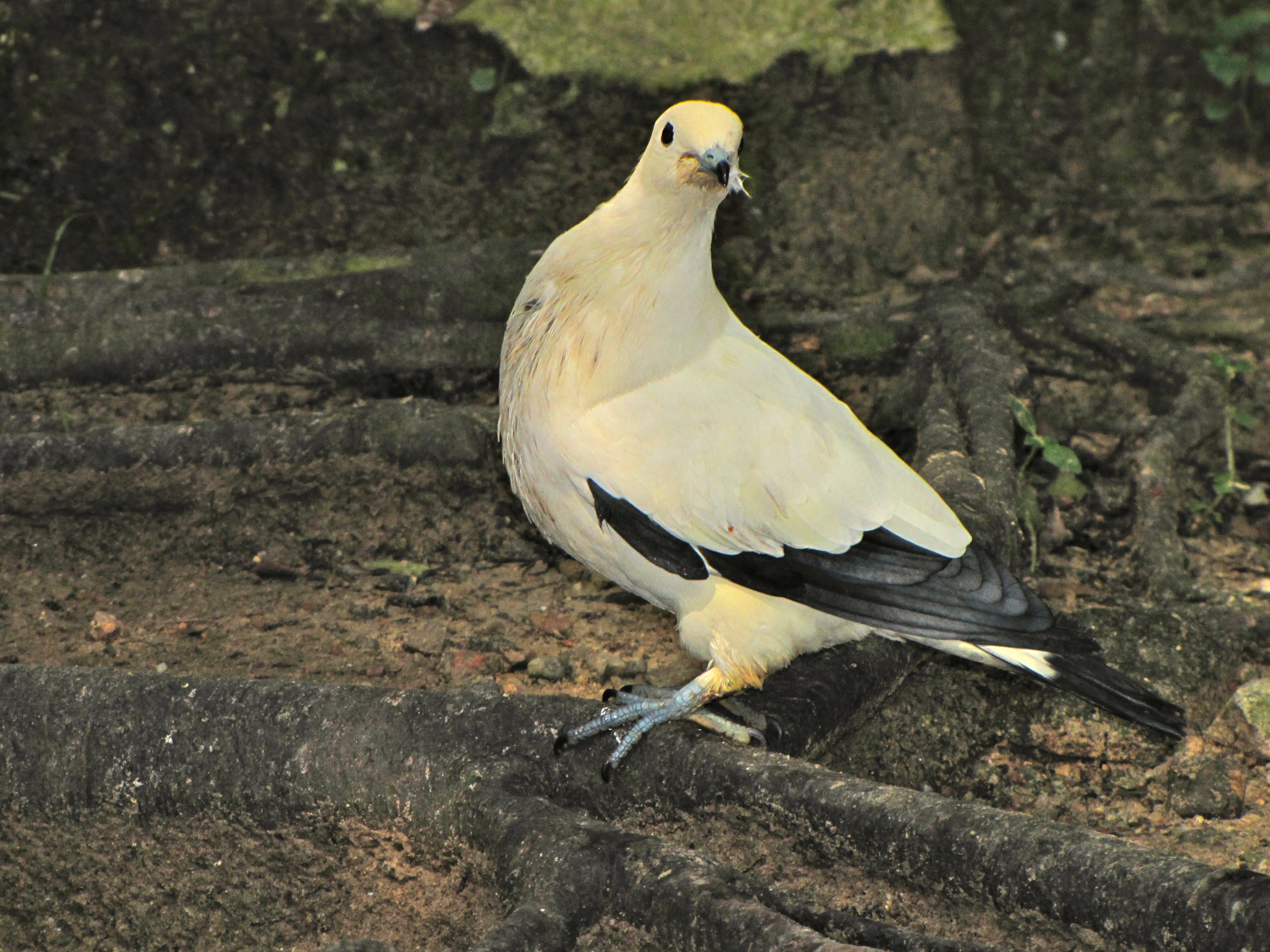